# Borox
Borox és un municipi de la província de Toledo, a la comunitat autònoma de Castella la Manxa. Limita amb Esquivias, Seseña, Aranjuez, Añover de Tajo, Alameda de la Sagra, Pantoja i Numancia de la Sagra.

## Toponímia
El terme "Borox" deriva de l'àrab "burug" que significa les torres. Una altra accepció és que el terme "Bórox" (amb accent prosòdic en la primera síl·laba i, per regla ortogràfica, amb titlla) prové de "fang vermell" que és el color del fang que hi ha a la zona.

## Demografia
| 1996  | 1998  | 1999  | 2000  | 2001  | 2002  | 2003  | 2004  | 2005  | 2006  |
| ----- | ----- | ----- | ----- | ----- | ----- | ----- | ----- | ----- | ----- |
| 2.132 | 2.163 | 2.193 | 2.221 | 2.260 | 2.310 | 2.393 | 2.501 | 2.527 | 2.640 |

## Administració
| Període      | Nom de l'alcalde/-essa     | Partit polític | Data de possessió |
| ------------ | -------------------------- | -------------- | ----------------- |
| 1979 - 1983  | Miguel González Moreno     |                | 19/04/1979        |
| 1983 - 1987  | Miguel González Moreno     | Independent    | 28/05/1983        |
| 1987 - 1991  | Miguel González Moreno     | PSOE           | 30/06/1987        |
| 1991 - 1995  | Ángel de Paredes Alonso    | PSOE           | 15/06/1991        |
| 1995 - 1999  | Fernando de Paredes Alonso | PP             | 17/06/1995        |
| 1999 - 2003  | Luis Miguel Díaz Navarro   | PSOE           | 03/07/1999        |
| 2003 - 2007  | Luis Miguel Díaz Navarro   | PSOE           | 14/06/2003        |
| 2007 - 2011  | Luis Miguel Díaz Navarro   | PSOE           | 16/06/2007        |
| 2011 - 2015  | n/d                        | n/d            | 11/06/2011        |
| 2015 - 2019  | n/d                        | n/d            | 13/06/2015        |
| 2019 - 2023  | n/d                        | n/d            | 15/06/2019        |
| Des del 2023 | n/d                        | n/d            | 17/06/2023        |